# 경북중학교
경북중학교(京北中學校)는 대한민국 경기도 포천시 가산면 감암리에 있는 공립 중학교이다.

## 학교 연혁
- 1954년 10월 25일 : 화산고등공민학교 설립인가(3학급) 및 이범영 교장 취임
- 1956년 2월 21일 : 재단법인 경북학원 설립인가 및 초대 유명교 이사장 취임
- 1956년 3월 26일 : 사립 경북중ㆍ고등학교 설립인가(6학급)
- 1956년 4월 5일 : 초대 박학규 교장 취임
- 1957년 3월 20일 : 제1회 74명 졸업
- 1958년 3월 29일 : 공립 경북 중ㆍ고등학교 설립인가(6학급)
- 1958년 7월 24일 : 공립 초대 홍기표 교장 취임
- 1961년 3월 31일 : 고등학교 폐교
- 1978년 1월 14일 : 12학급 편성인가
- 2005년 3월 1일 : 특수학급 1학급 인가
- 2007년 2월 28일 : 급식소 신축(517.5m2)
- 2009년 2월 28일 : 체육관(수리관) 신축(소규모 BTL, 909m2)
- 2012년 3월 1일 : 혁신학교 선정 1년차 운영
- 2022년 9월 1일 : 제24대 이현주 교장 취임
- 2023년 1월 6일 : 제67회 30명 졸업(총 6,418명 졸업)
- 2023년 3월 1일 : 혁신학교 12년차 운영

## 참고 자료
- 경북중학교 - 한국교육학술정보원 학교알리미